# یواس‌اس میتسچر (دی‌ال-۲)
یواس‌اس میتسچر (دی‌ال-۲) (به انگلیسی: USS Mitscher (DL-2)) یک کشتی بود که طول آن 493' (150 m) o.a. بود. این کشتی در سال ۱۹۵۲ ساخته شد.